# إسبارغانيون عريض الثمر
إسبارغانيون عريض الثمر (الاسم العلمي: Sparganium eurycarpum) هو نوع من النباتات يتبع جنس الإسبارغانيون من الفصيلة البوطية.